# ادنا مد
ادنا «ای» مد (به انگلیسی: Edna Mode) یک شخصیت خیالی در سری انیمیشن شگفت‌انگیزان محصول شرکت پیکسار است. این شخصیت توسط سازنده انیمیشن شگفت‌انگیزان، یعنی برد برد خلق شده و تاکنون در دو قسمت از این سری که شامل شگفت‌انگیزان و شگفت‌انگیزان ۲ می‌شود، حضور یافته‌است. در دو قسمت از انیمیشن شگفت‌انگیزان که تاکنون منتشر شده، خود برد برد به جای این شخصیت سخن گفته‌است. ادنا یک طراح لباس و طراح مد با خصوصیات اخلاقی عجیب و غریب است که به خاطر طراحی لباس ابرقهرمان‌ها شهرت دارد. بعد از ممنوعیت فعالیت ابرقهرمانان؛ ادنا نیز بازنشسته می‌شود که این مسئله بسیار او را آزار می‌دهد. در کنار طراحی لباس، ادنا یک مهندس و دانشمند نیز می‌باشد و محل کار خود را با آخرین سیستم دفاعی موجود تجهیز کرده و معمولاً امکانات عجیب و غریبی در لباس‌هایی که طراحی می‌کند، قرار می‌دهد. او دوست نزدیک هلن پار و باب پار است و حتی بعد از بازنشستگی نیز دوستی خود را با آن‌ها حفظ کرده‌است.
خالق انیمیشن شگفت‌انگیزان یعنی برد برد اعلام کرد که هنگام طراحی شخصیت‌های داستان؛ تصمیم گرفت که یک طراح لباس ابرقهرمان را به قصه اضافه کند زیرا معتقد بود تاکنون در فیلم‌های ابرقهرمانی چنین چیزی سابقه نداشته‌است. برد بسیار دوست داشت که نشان بدهد لباس ابرقهرمانان از کجا می‌آید و معتقد بود که این مسئله برای تماشاگران نیز جذاب خواهد بود. بعد از آنکه چندین بازیگر زن در تست صداپیشگی این شخصیت نتوانستند توجه برد را جلب کنند؛ او تصمیم گرفت که خودش به جای این شخصیت صحبت کند. برد معتقد بود که ادنا باید یک لهجه عجیب و خاص داشته باشد. برد متوجه شد که این شخصیت علاوه بر طراحی لباس؛ می‌تواند در علوم کامپیوتری نیز تخصص داشته باشد. او در طراحی این بخش از شخصیت ادنا، از کاراکتر معروف کیو در سری فیلم‌های جیمز باند الهام گرفت که یک نابغه علوم کامپیوتری و نظامی است و همواره تجهیزات جدید را معرفی می‌کند. بسیاری معتقد هستند که شخصیت ادنا و به خصوص طراحی ظاهرش با الهام از طراح لباس معروف ادیت هد صورت گرفته‌است. همچنین شباهت ظاهری این شخصیت به لیندا هانت و آنا وینتور نیز مورد توجه عده ای قرار گرفت.
باوجود اینکه کاراکتر ادنا جزو شخصیت‌های مکمل در داستان است و نقش چندانی در پیش بردن قصه ندارد، اما حضور این شخصیت در هردو قسمت انیمیشن شگفت‌انگیزان با استقبال و واکنش بسیار خوب تماشاگران و منتقدان همراه بوده‌است و توانست به یکی از محبوب‌ترین شخصیت‌هایی تبدیل شود که تاکنون پایش به آثار پیکسار باز شده‌است. منتقدان سکانس‌های حضور او در انیمیشن و به خصوص دیالوگ‌های طنازانه اش را ستودند و عملکرد برد را نیز در حرف زدن به جای این شخصیت ستایش کردند. برد به خاطر عملکرد خود به جای این شخصیت توانست جایزه آنی دریافت کند.